# جمعية الحاسبات البريطانية
جمعية الحاسبات البريطانية (بالإنجليزية:British Computer Society) جمعية بريطانية أنشئت في عام 1957 وهي متخصصة في مجال تقنية المعلومات تنشط في المملكة المتحدة خاص وبشكل عام في جميع أنحاء العالم.